# Denpasar
Denpasar är en stad på ön Bali i Indonesien och är administrativ huvudort för provinsen Bali sedan 1958. Folkmängden uppgår till cirka 950 000 invånare. Storstadsområdet kallas Sarbagita, vilket är en akronym av namnen på områden som ingår. Folkmängden uppgick till cirka 1,8 miljoner invånare vid folkräkningen 2010.
I Denpasar ligger flygplatsen Ngurah Rai (eller Denpasar International airport, DPS) som är första anhalt för de flesta som kommer till Bali.

## Administrativ indelning
Denpasar är indelad i fyra underdistrikt:
- Denpasar Barat
- Denpasar Selatan
- Denpasar Timur
- Denpasar Utara